# Ferrari LaFerrari
El Ferrari LaFerrari, también conocido por su nombre de proyecto F150 o F70, es un automóvil superdeportivo híbrido eléctrico  de edición limitada producido por el fabricante italiano Ferrari de 2013 a 2018.

## Presentación y diseño
El automóvil y su nombre definitivo fueron presentados oficialmente en el Salón del Automóvil de Ginebra de 2013. Es el sucesor del Ferrari Enzo y se fabricarían 499 unidades de unas 700 peticiones por escrito de clientes elegibles, con un precio inicial de más de US$1 300 000 (equivalente a $1 700 400 en 2023). Sin embargo, uno más fue encargado para ser subastado en beneficio de las víctimas del terremoto de Italia central de agosto de 2016.
Es un biplaza con carrocería cupé de dos puertas, con motor central-trasero montado longitudinalmente y de tracción trasera. Está basado en resultados obtenidos en pruebas con el Ferrari FXX y en investigaciones dirigidas por el Laboratorio MilleChili Project en la Universidad de Módena.
Es el primer Ferrari diseñado enteramente dentro del Centro Stile Ferrari dirigido por Flavio Manzoni, sin la habitual colaboración proveniente de Pininfarina, cuya decisión terminó con una larga tradición de diseñar vehículos Ferrari por parte de esa casa desde 1951. Sin embargo, Ferrari ha asegurado que existen dos modelos en camino que sí cuentan con la colaboración de Pininfarina y no se vislumbra ningún final con la relación de negocios que existe entre las dos compañías.

## Mecánica

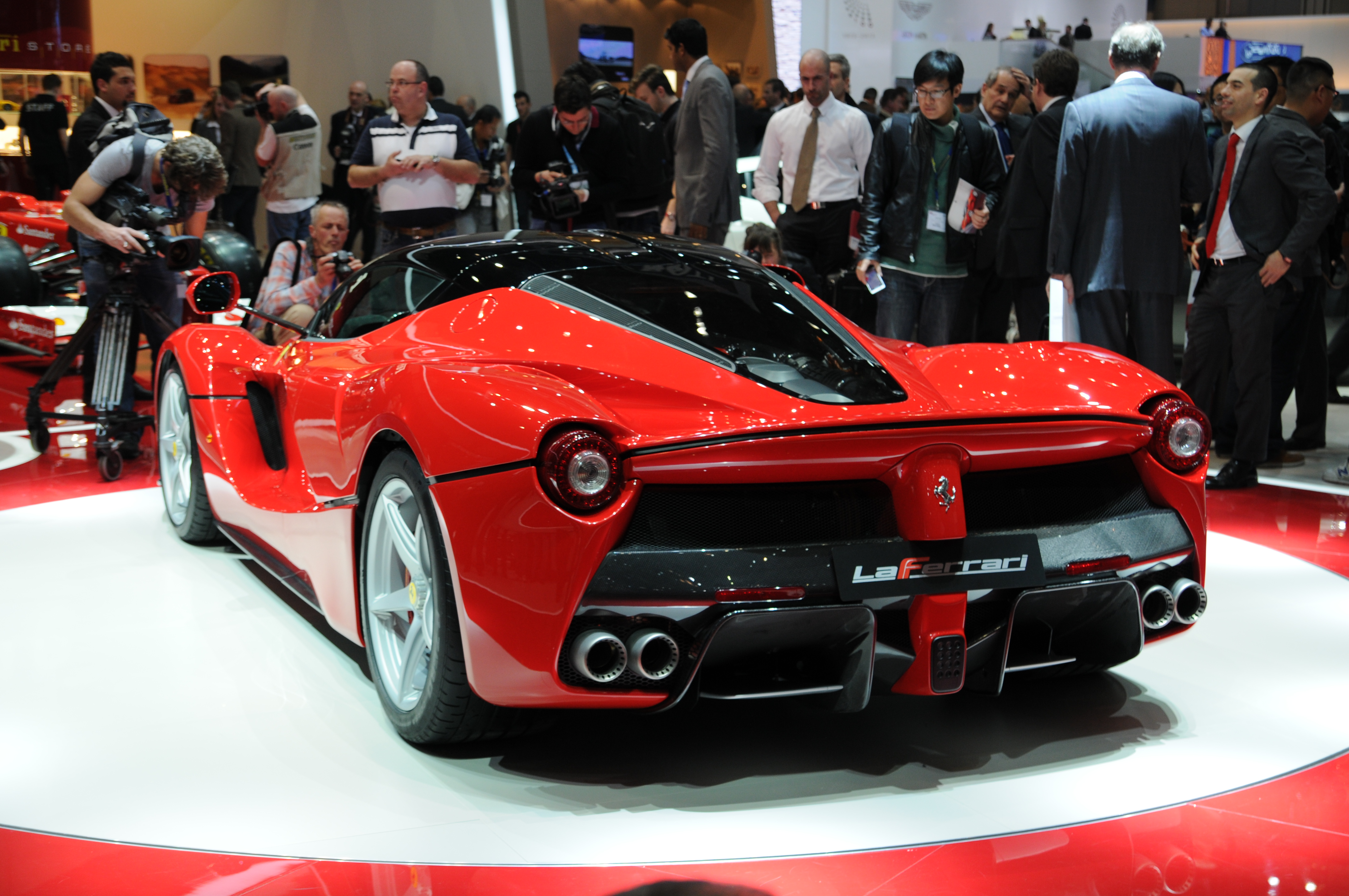
Vista trasera.

Es el primer vehículo híbrido eléctrico de la casa de Maranello, una propulsión que lo ubica como el Ferrari más potente jamás producido y le permite una reducción del 40% en consumo de combustible. Cuenta con el mismo motor V12 naturalmente aspirado de 6262 cm³ (6,3 L; 382,1 plg³) del Ferrari F12berlinetta, que desarrolla una potencia máxima de 800 CV (789 HP; 588 kW) a las 9000 rpm y un par máximo de más de 700 N·m (516 lb·pie) a las 6750 rpm. Cuenta con asistencias electrónicas como control de tracción, control de estabilidad y un diferencial electrónico de tercera generación. Además, se considera primordial tanto el centro de gravedad, como la eficiencia y comodidad de la posición del conductor dentro del habitáculo. Inicialmente se especulaba que el F70 estuviera equipado con una nueva motorización de 7.3 litros. Es complementado por una unidad de freno regenerativo (KERS) similar a la de un Fórmula 1, que puede usarse en descargas cortas y se compone de dos motores eléctricos desarrollados en colaboración con Magneti Marelli que en conjunto distribuyen 120 kW (163 CV; 161 HP) y una batería con un peso de 60 kg (132 libras), que se recarga con la energía sobrante del motor de gasolina. La potencia total combinada se sitúa así en 963 CV (950 HP; 708 kW) y el par máximo en más de 900 N·m (664 lb·pie), aunque oficialmente Luca di Montezemolo había declarado que LaFerrari no podría circular en modo eléctrico, no obstante existen pruebas de que puede desplazarse en cortos lapsos.
Tiene una caja de cambios de doble embrague de siete marchas similar al de un Fórmula 1. Cuenta con un chasis de fibra de carbono y kevlar con un peso cercano a los 1250 kg (2756 libras) en vacío. Está dotado con frenos de disco carbono-cerámicos firmados por Brembo de 398 x 36 mm (15,7 x 1,4 pulgadas) en la parte delantera y 380 x 34 mm (15,0 x 1,3 pulgadas) en la trasera, mientras que los rines Pirelli P-Zero miden 265/30 R 19 pulgadas (48,3 cm) delanteras y 345/30 R 20 pulgadas (50,8 cm) traseras. La marca también asegura que las emisiones de CO2 son de 330 g (11,6 onzas)/km.

## Prestaciones
Según datos oficiales, alcanza una velocidad máxima superior a las 217 mph (349 km/h), acelera de 0 a 60 mph (0 a 97 km/h) en 2.4 segundos, de 0 a 200 km/h (0 a 124 mph) en menos de 7 segundos y de 0 a 300 km/h (0 a 186 mph) en 15 segundos. Sin embargo, en un video de una persona irresponsable quien iba al volante con una sola mano y la otra sujetando una cámara, logró alcanzar 372 km/h (231 mph) circulando por una Autobahn alemana.
El piloto español Fernando Alonso, dio una vuelta en el Circuito de Fiorano de 1,862 millas (2,997 km) en un tiempo de 1 minuto y 20 segundos, estableciendo así un nuevo récord mundial para un coche de producción.
| Materiales del motor            | Bloque y cabezas de aleaciones de aluminio          |
| Distribución                    | DOHC 4 válvulas por cilindro (48 en total), con VVT |
| Alimentación                    | Inyección de combustible, naturalmente aspirado     |
| Diámetro x carrera              | 94 x 75,2 mm (3,70 x 2,96 pulgadas)                 |
| Relación de compresión          | 13.5:1                                              |
| Corte de inyección (línea roja) | 9250 rpm                                            |
| Potencia específica             | 127,8 CV/litro                                      |
| Sistema de refrigeración        | Por agua                                            |
| Sistema de lubricación          | Cárter seco                                         |
| Emisiones de CO2                | 330 g (11,6 onzas)/km                               |
| Distribución de peso            | 41% delantero y 59% trasero                         |

## LaFerrari Aperta

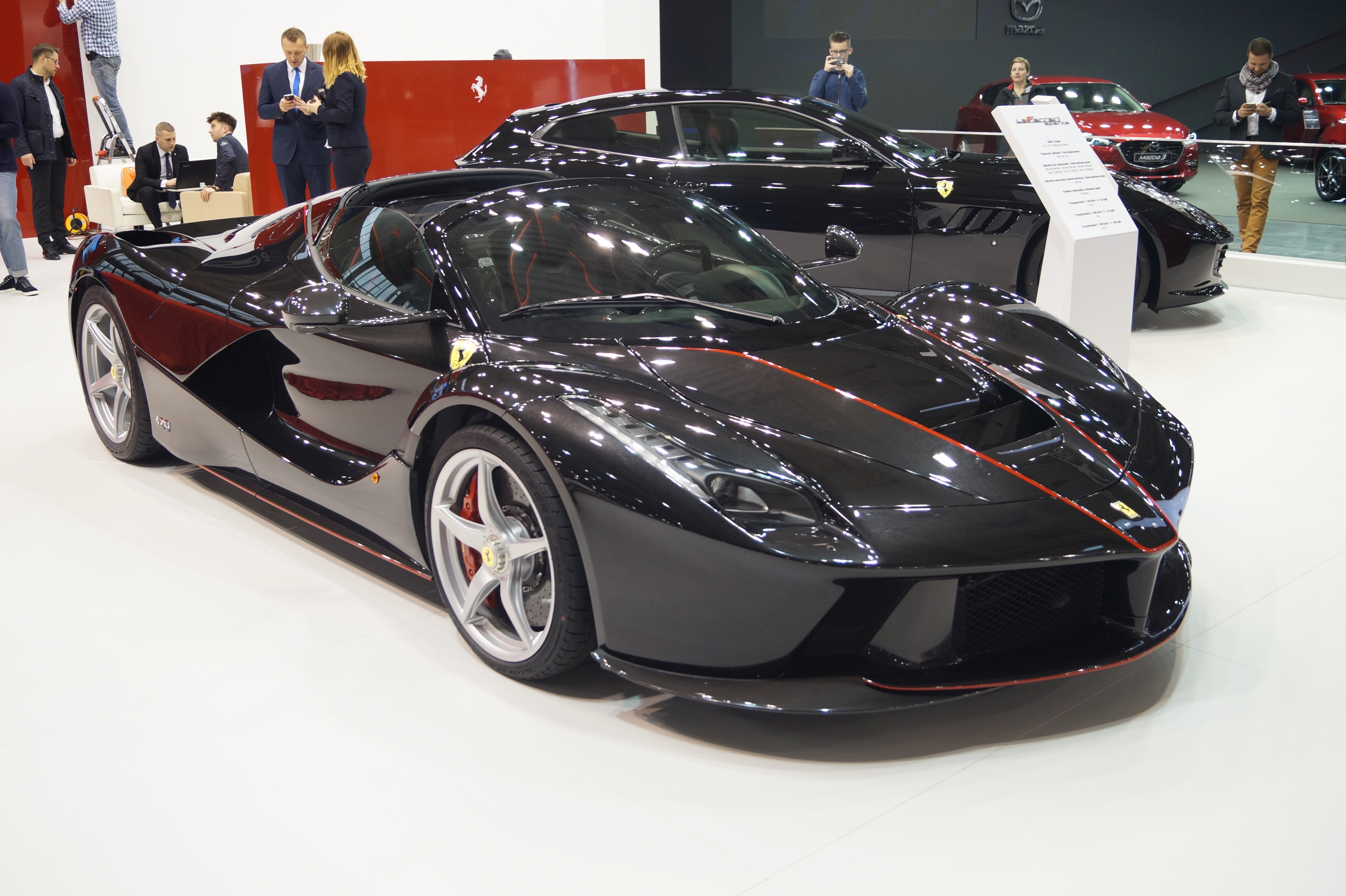
LaFerrari Aperta

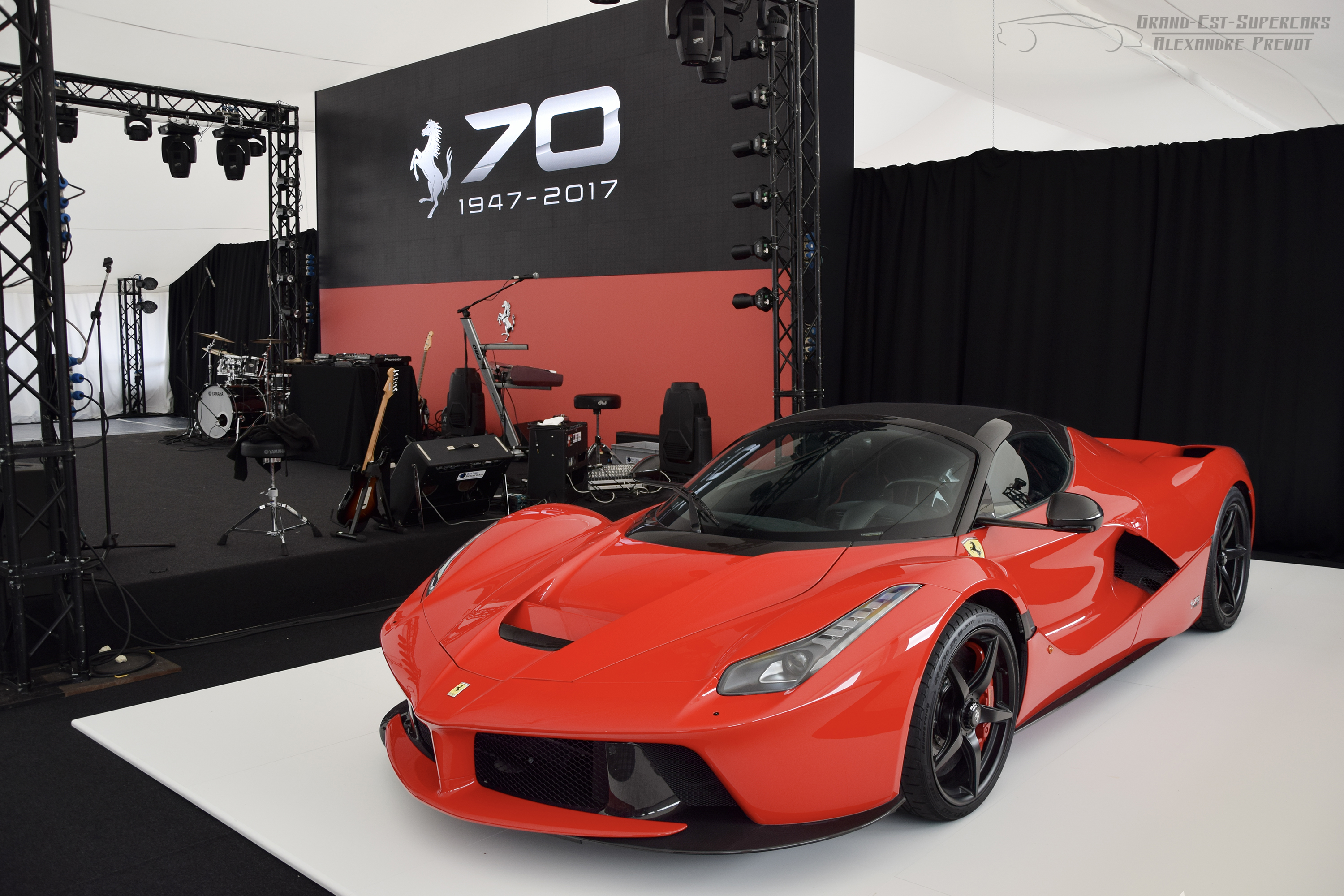
Aperta en el 70.º aniversario de la marca

El Aperta es la versión Spider de LaFerrari que fue presentado en el Salón del Automóvil de París de 2016.
El diseño de LaFerrari Aperta mantiene las características fundamentales de la versión cupé. Se trata de un vehículo extremo y futurista, que integra perfectamente la forma con la función, manteniendo en su línea un estrecho vínculo con el legado y la tradición Ferrari. La única diferencia notable es el sistema de apertura de puerta que, al abrirlas, se encuentran en un ángulo ligeramente diferente con respecto al cupé. Gracias a una serie de modificaciones específicamente diseñadas para reforzar el chasis, tiene la misma cifra de rigidez torsional.
Cuenta con el mismo motor que el cupé con una aceleración de 0 a 100 km/h (62 mph) en menos de 3 segundos, de 0 a 200 km/h (124 mph) en menos de 7 segundos, de 0 a 300 km/h (186 mph) en 15 segundos y una velocidad máxima superior a las 217 mph (349 km/h), también idéntico al cupé, lo que lo convertía en el descapotable más rápido de Ferrari hasta ese momento. En cuanto a su aerodinámica, se trató de que tuviera el mismo coeficiente de arrastre que el cupé, incluso en ausencia del techo rígido.
Se producirían un total de 209 unidades, de las cuales 200 se venderían a clientes y las otras nueve estarían reservadas para la celebración del 70.º aniversario de la marca en 2017. Sin embargo, una unidad adicional #210 fue subastada por la casa RM Sotheby's por alrededor de US$10 000 000 (equivalente a $12 430 084 en 2023), que posteriormente fueron donados a beneficencia de la ONG Save the Children.

## FXX K

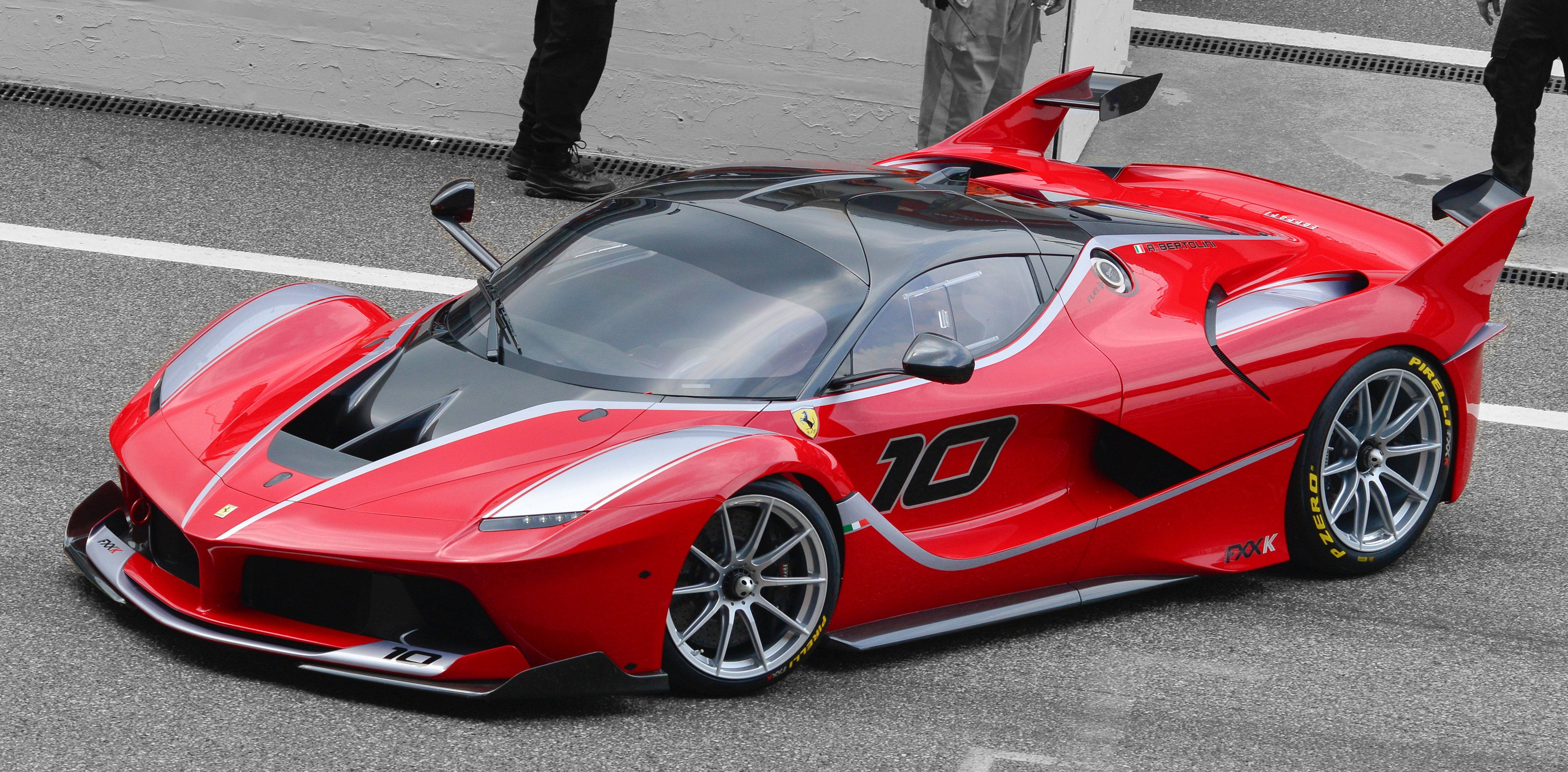
FXX-K de 2015 en Shanghái.

El 5 de diciembre de 2014 se presentó en el Circuito de Yas Marina, en Abu Dabi, su nuevo programa FXX K para su uso exclusivo en circuito de carreras, que permitiría a los clientes más exclusivos de la marca conducir en circuitos de primer nivel, basado en el híbrido LaFerrari.
Este LaFerrari especial, que toma la K de su nombre del sistema KERS de recuperación de energía utilizado en la Fórmula 1 y en el modelo de calle, tiene una potencia todavía mayor de 860 CV (848 HP; 633 kW), que en combinación con un motor eléctrico de 190 CV (187 HP; 140 kW), para un total combinado de 1050 CV (1036 HP; 772 kW) y un par motor máximo superior a 900 N·m (664 lb·pie).
Ferrari ha incorporado un nuevo árbol de levas, colector de admisión rediseñado y un sistema de escape que prescinde de silenciador. También evoluciona el HY-KERS, ideado ahora para conseguir las máximas prestaciones. Ofrece cuatro modos a elección el piloto: "Qualify" para las mejores prestaciones a pocas vueltas, "Long Run" para optimizar las prestaciones en stints más largos, "Manual Boost" para la máxima entrega de par y "Fast Charge" para la recarga rápida de la batería.
También se ha trabajado profundamente en aerodinámica activa y pasiva. El frontal destaca por un doble spoiler con splitter más grande y 30 mm (1,2 pulgadas) más bajo, pensado para canalizar el aire hacia el lateral del vehículo. En la trasera encontramos un spoiler móvil y aletines verticales, así como un enorme difusor. Todo para mejorar la carga aerodinámica en un 30% en la posición más agresiva: 540 kg (1190 libras) a 200 km/h (124 mph).
Según Ferrari, la dinámica mejora considerablemente gracias al uso de neumáticos lisos (slicks) Pirelli, de dimensiones 285/650 R19 pulgadas (48,3 cm) y 345/725 R20 pulgadas (50,8 cm), con sensores que monitorizan la aceleración longitudinal, lateral y radial y permiten al control de tracción un análisis más exhaustivo de las condiciones. El sistema de frenos incorpora discos Brembo de 398 mm (15,7 pulgadas) en el eje delantero y de 380 mm (15,0 pulgadas) en el trasero.
A través del Manettino en el volante que cuenta con cinco posiciones, se selecciona el nivel de intervención del diferencial electrónico E-Diff, del control de tracción F-Trac, del llamado "SSC" (Side Slip Angle Control) y del ABS.
El piloto alemán de Fórmula 1 Sebastian Vettel, estuvo conduciendo un FXX-K en el Circuito de Fiorano en marzo de 2015 a un ritmo bastante lento, aunque después podía alcanzar velocidades superiores a los 260 km/h (162 mph).

## FXX K Evo

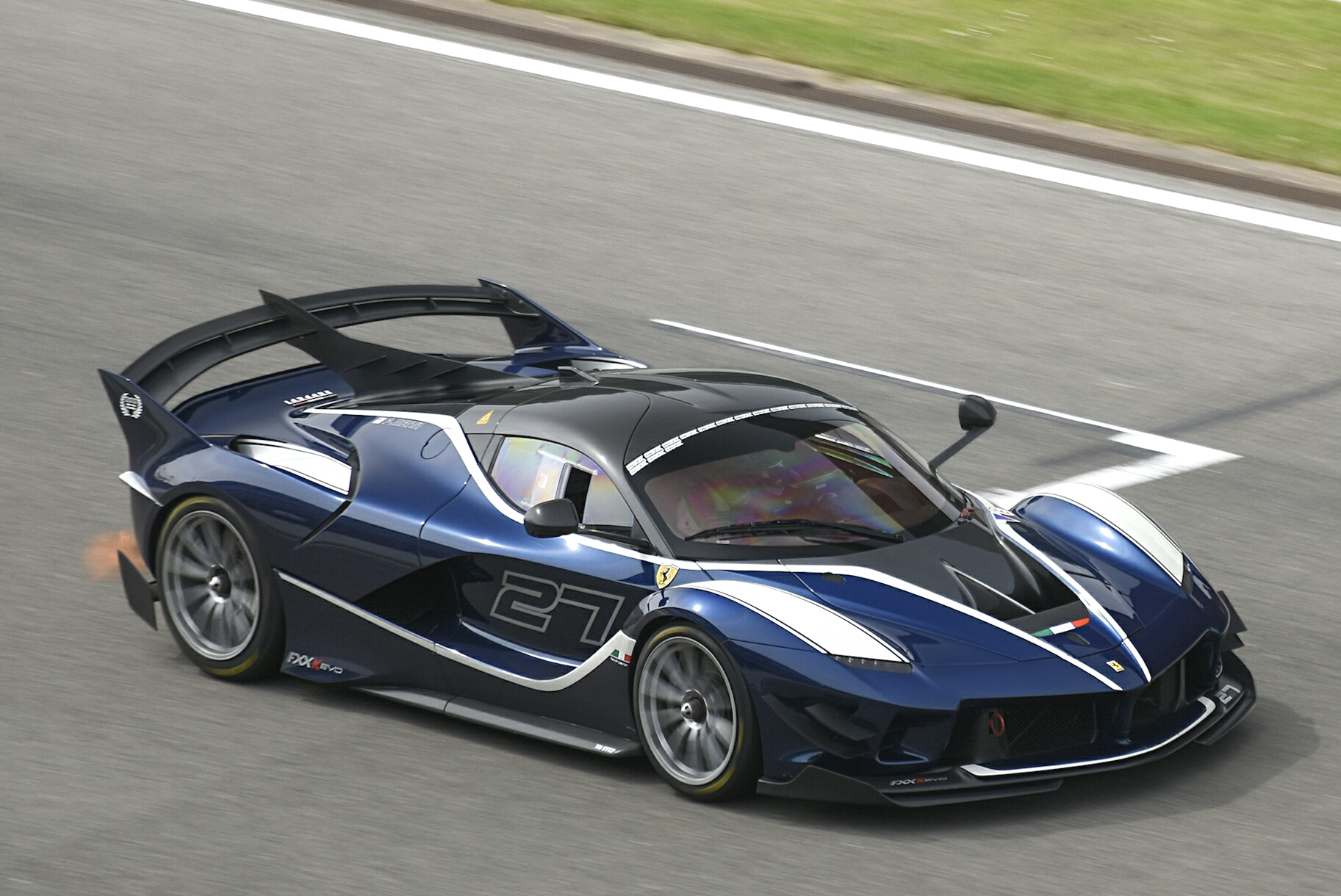
FXX K Evo con el número 27 el 12 de mayo de 2018.

Aprovechando el evento Finali Mondiali en Mugello, Italia, Ferrari develó FXX-K Evo que estaba en fase de desarrollo en Monza. Se trata de una evolución para el FXX-K que estaría disponible, aunque con una producción limitada.
No tiene homologación de calle ni tampoco está creado para participar en ninguna competición, más allá de los eventos privados que organiza Ferrari. Con respecto al FXX K, este Evoluzione que continúa la saga de los FXX Evoluzione y 599XX Evoluzione mejora la aerodinámica y reduce el peso de manera importante.
Según la marca, casi un año de trabajo en el túnel de viento y mediante simulaciones de mecánica de fluidos computacional (Computational Fluid Dynamics – "CFD", por sus siglas en inglés) ha supuesto obtener unos niveles de carga aerodinámica similares a los de vehículos GT3 y GTE, es decir, un 23% más que el FXX K y un 75% más que LaFerrari de calle: 640 kg (1411 libras) de carga a 200 km/h (124 mph) y más de 830 kg (1830 libras) a su velocidad máxima. Esto se debe en parte a la adopción de un alerón fijo, una especie de aleta de tiburón (al estilo F1) o un nuevo fondo plano, aunque la aerodinámica activa sigue presente y también se han rediseñado las defensas para mejorar el flujo de aire.
Se rumoreaba una potencia mayor a la del FXX K, aunque finalmente se ha decidido mantener la configuración mecánica capaz de superar las 9000 rpm. Tampoco se ha anunciado la cifra de peso en vacío, aunque se sabe que se reparte un 41% sobre el eje delantero y un 59% sobre el trasero.

## Sucesor
La aparición de su próximo sucesor está estimada para el año 2024 o 2025, cuyo nombre del proyecto es "F250" y que sería un coche inspirado en la Fórmula 1 y Le Mans.